# Abispa ephippium
Abispa ephippium är en stekelart som först beskrevs av Fabricius 1775.  Abispa ephippium ingår i släktet Abispa och familjen Eumenidae.

## Underarter
Arten delas in i följande underarter:
- A. e. meadewaldoensis
- A. e. australis

## Bildgalleri

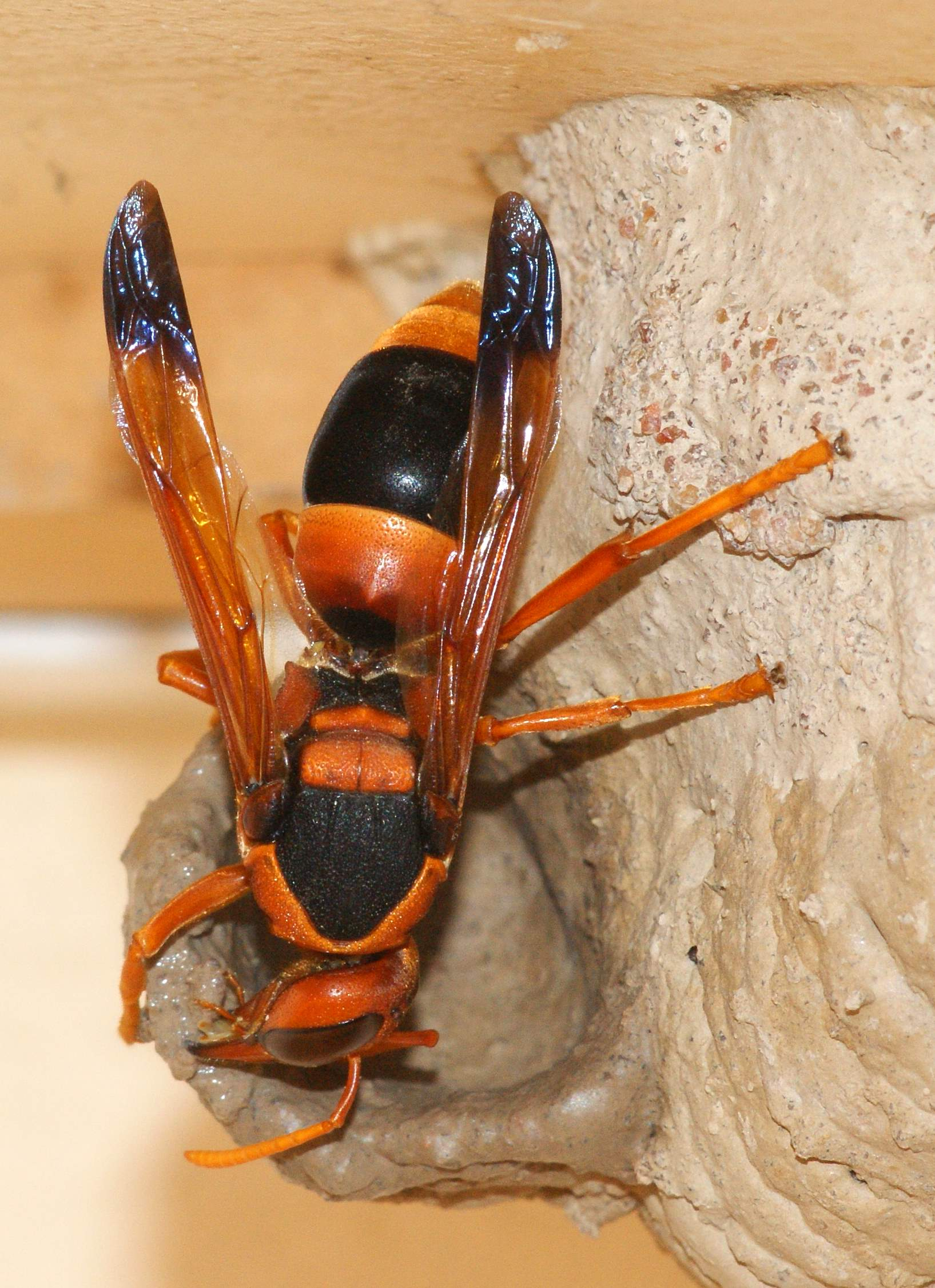
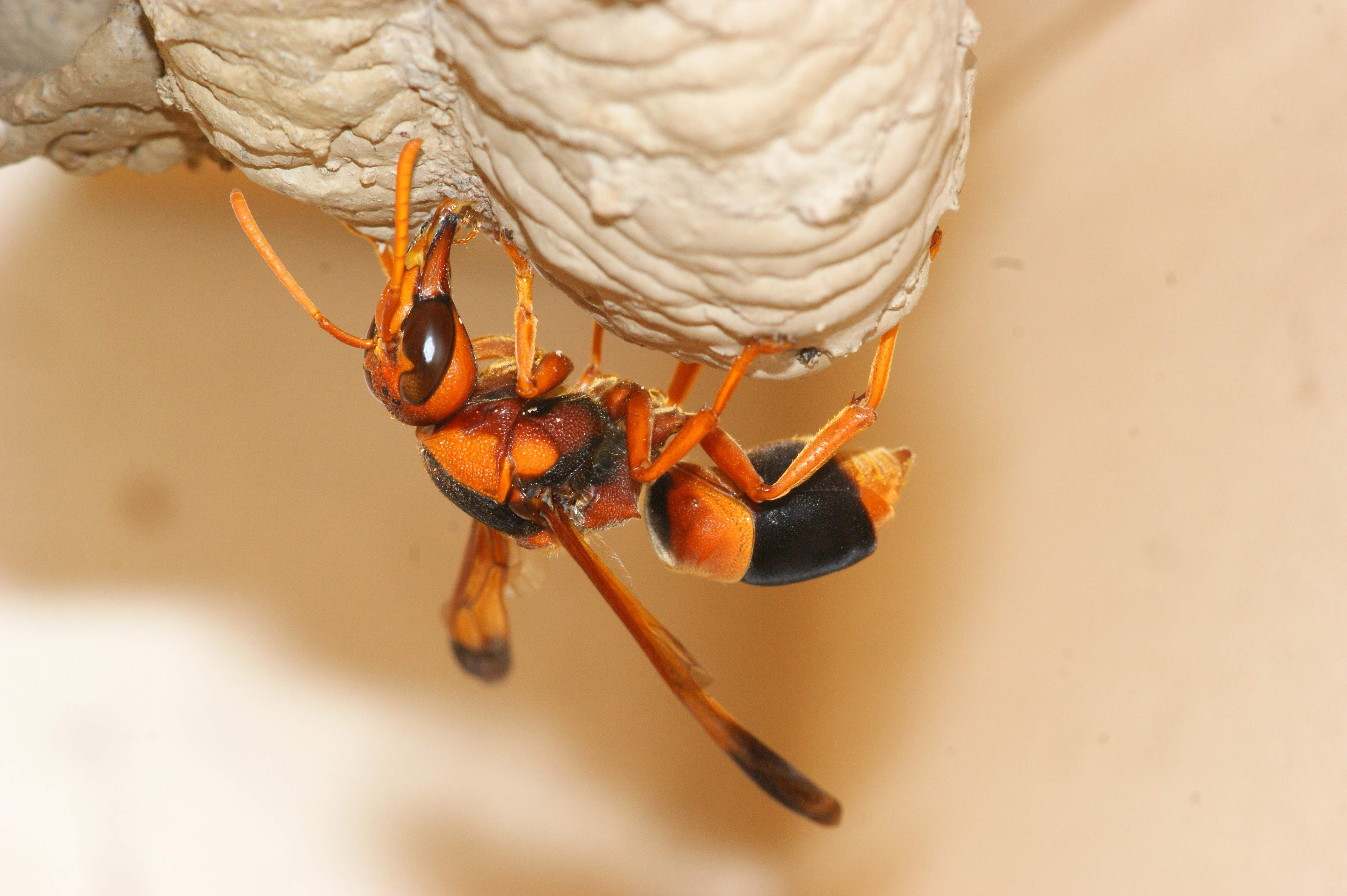
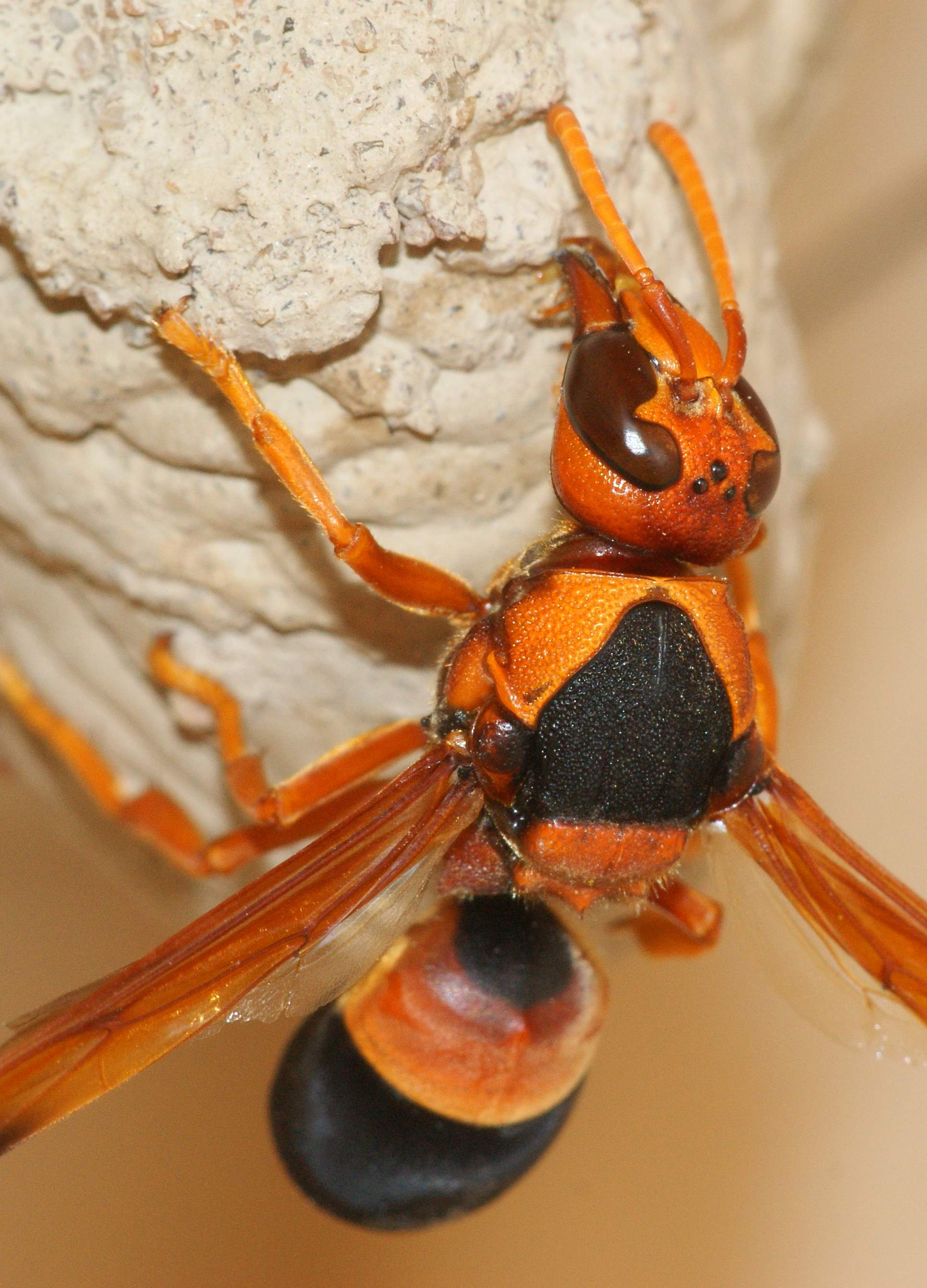
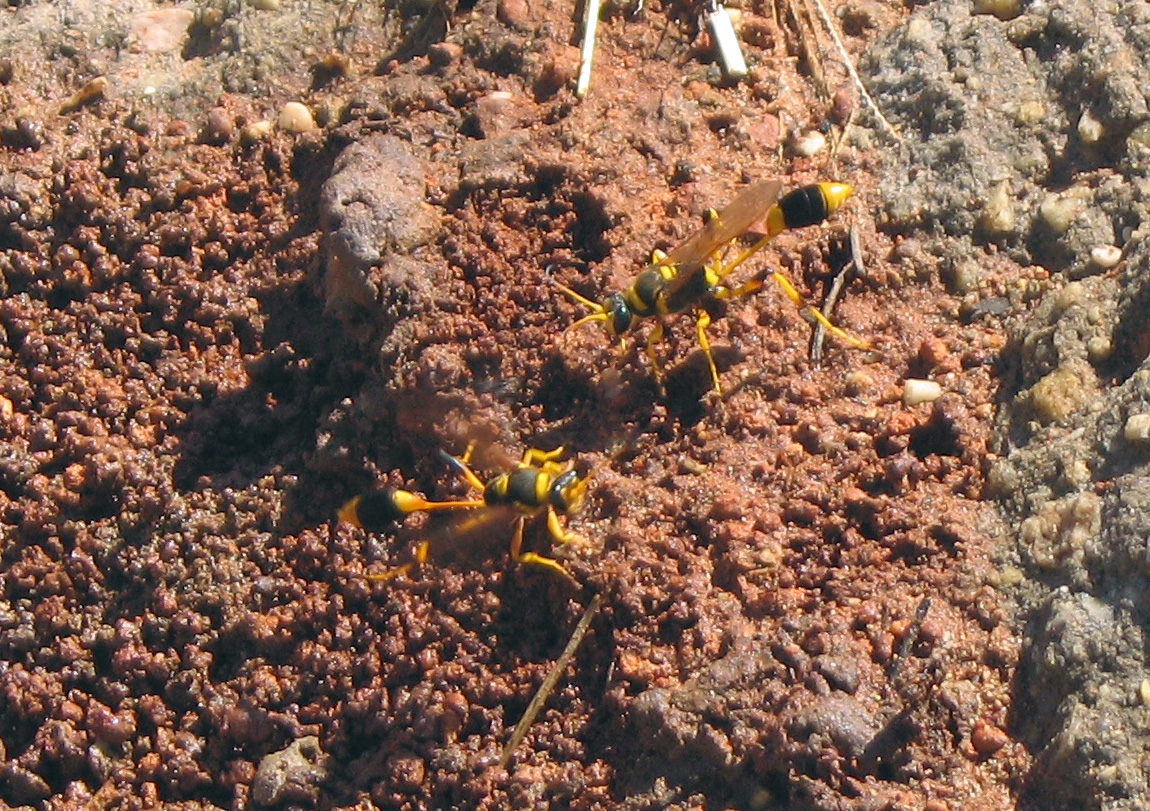